# 納克爾斯 (阿肯色州)
納克爾斯（英語：Nuckles）是位於美國阿肯色州傑克遜縣的一個非建制地區。該地的面積和人口皆未知。

## 地理
納克爾斯的座標為35°34′04″N 91°21′26″W / 35.56778°N 91.35722°W，而該地的平均海拔高度為64米（即210英尺）。